# NGC 92
NGC 92 é uma galáxia espiral (Sa) localizada na direcção da constelação de Phoenix. Possui uma declinação de -48° 37' 29" e uma ascensão recta de 0 horas, 21 minutos e 31,4 segundos.
A galáxia NGC 92 foi descoberta em 30 de Setembro de 1834 por John Herschel.